# تقویت‌کننده انتقال-بار

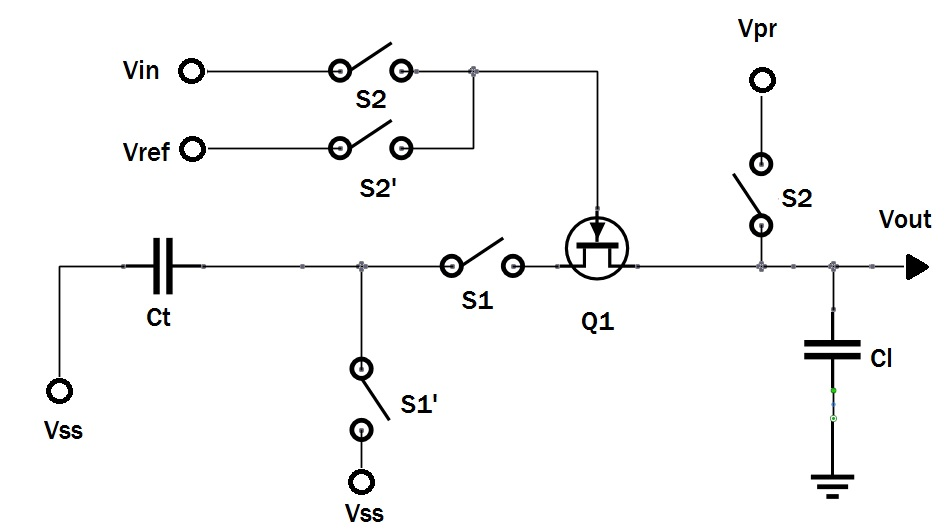
طرح‌واره تقویت‌کننده انتقال‌بار

تقویت‌کننده انتقال-بار (اختصاری سی‌تی‌ای) (به انگلیسی: charge-transfer amplifier) یک مدار تقویت‌کننده الکترونیکی است که بر اساس اصل اشتراک بار خازنی کار می‌کنند. اگر دو خازن به‌طور الکتریکی جفت شوند که بار، اما نه ولتاژ، مشترک باشد، می‌توان با انتقال بار از خازن بزرگتر به خازن کوچکتر، به تقویت ولتاژ دست یافت. بهره ولتاژ صرفاً نسبت ظرفیت است. سی‌تی‌ای‌ها همچنین به‌عنوان تقویت‌کننده‌های تَراباربَری (به انگلیسی: transconveyance amplifiers) شناخته می‌شوند، سیگنال‌های الکترونیکی را با انتقال دینامیک بار بین گره‌های خازنی متناسب با اندازه ولتاژ ورودی تفاضلی تقویت می‌کنند. با انتخاب مناسب خازن‌های گره نسبی، تقویت ولتاژ توسط رابطه شارژ-ولتاژ خازن‌ها اتفاق می‌افتد. سی‌تی‌ای‌ها تقویت‌کننده‌های کلاک‌شده یا نمونه‌گیری هستند. آنها توان ایستای صفر مصرف می‌کنند و می‌توانند به گونه ای طراحی شوند که (از لحاظ نظری) توان دینامیکی به‌طور دلخواه کم، متناسب با اندازه سیگنال‌های ورودی نمونه‌برداری شوند. فناوری سیماس بیشتر برای پیاده‌سازی استفاده می‌شود. سی‌تی‌ای‌ها در دهه ۱۹۷۰ در مدارهای حافظه معرفی شدند و اخیراً در مبدل‌های آنالوگ به دیجیتال (ADC) چندبیتی استفاده شده‌اند. آنها همچنین در مدارهای مقایسه‌کننده ولتاژ دینامیکی استفاده می‌شوند.